# 喬治直線脂鯉
喬治直線脂鯉，為輻鰭魚綱脂鯉目脂鯉亞目脂鯉科的其中一個種，為熱帶淡水魚，分布於南美洲蘇利南及法屬圭亞那淡水流域，體長可達6.9公分，棲息在岩石底質的溪流，生活習性不明。

## 扩展阅读
- 維基物種上的相關：喬治直線脂鯉